# Peugeot Boxer
Peugeot Boxer (укр. Пежо Боксер) — мікроавтобуси, які компанія Peugeot випускає в Європі. Випускається з 1994 року.
Існують такі покоління Peugeot Boxer:
- Peugeot Boxer 1 (1994-2006)
- Peugeot Boxer 2 (2006-наш час)

## Перше покоління (1994-2006)

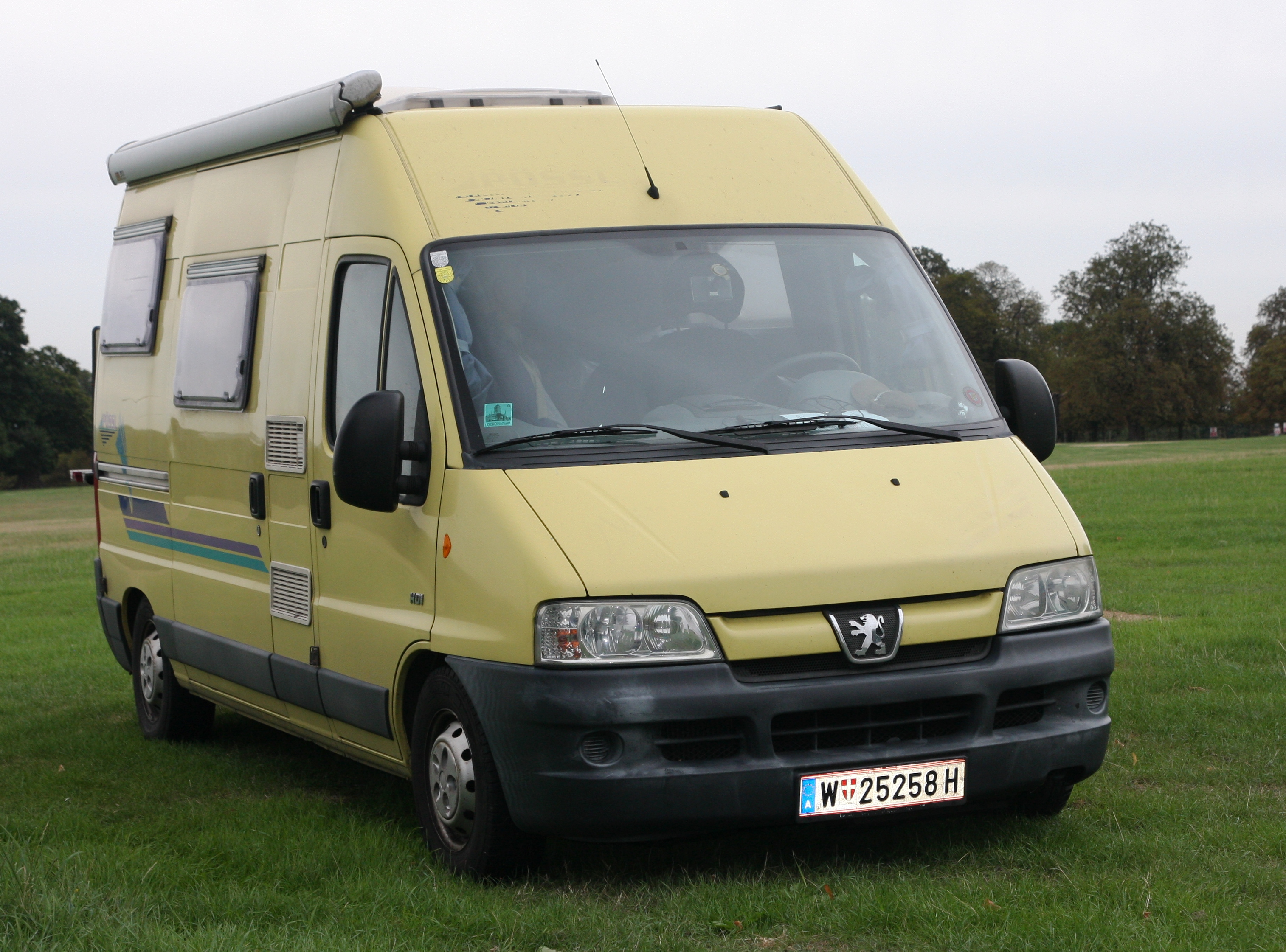
Peugeot Boxer 1 Тип 244 (2002–2006)

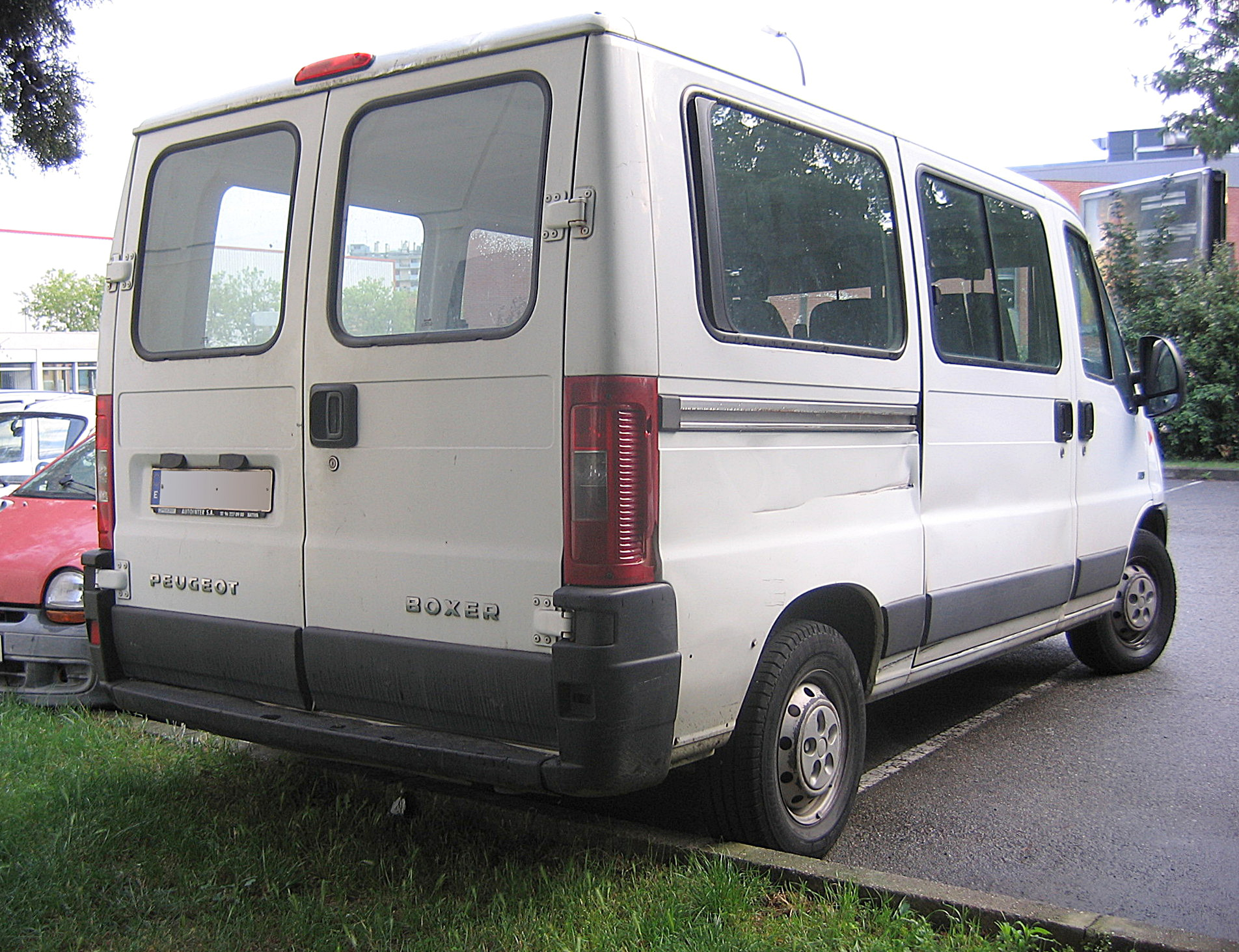

Peugeot Boxer виготовляється з березня 1994 року як наступник Peugeot J5. Автомобіль розроблений і виготовлявся на спільному підприємстві Sevel (спільно з PSA Group), в результаті з'явилися три майже ідентичні комерційні автомобілі: Citroën Jumper, Fiat Ducato і Peugeot Boxer.
Автомобіль комплектувався дизельними двигунами об'ємом 1,9 л, 2,5 л і 2,8 л. 2,5-літровий і 2,8-літровий двигуни родини 8140 взяті від Iveco Daily. Крім того, пропонувався також 2,0-літровий бензиновий двигун. Деякі варіанти двигунів були доступні у повнопривідних версіях.
У 2002 році Boxer модернізували, були також введені нові великі передні фари, був переглянутий інтер'єр і оснащення, крім того з'явилися нові двигуни.

### Двигуни
Boxer I (1994–2002)
| Модель        | Виробник   | Код двигуна | Об'єм см³  | Потужність кВт (к.с.) при об/хв | Крутний момент Нм при об/хв |
| Бензиновий    | Бензиновий | Бензиновий  | Бензиновий | Бензиновий                      | Бензиновий                  |
| ------------- | ---------- | ----------- | ---------- | ------------------------------- | --------------------------- |
| 2.0 i.e. Kat. | PSA        | RFW         | 1998       | 80 (110) / 5500                 | 168 / 3400                  |
| Дизельні      |            |             |            |                                 |                             |
| 1.9 D         | PSA        | DJY         | 1905       | 50 (68) / 4600                  | 120 / 2000                  |
| 1.9 D         | Fiat       | 230A2000    | 1929       | 51 (70) / 4600                  | 120 / 2500                  |
| 1.9 TD        | Fiat       | 230A3000    | 1929       | 60 (82) / 4200                  | 180 / 2500                  |
| 1.9 TD        | PSA        | DHX         | 1905       | 66 (90) / 4000                  | 196 / 2250                  |
| 1.9 TD Kat.   | Fiat       | 230A4000    | 1929       | 59 (80) / 4200                  | 175 / 2500                  |
| 2.0 JTD       | PSA        | RHV         | 1997       | 62 (84) / 4000                  | 192 / 1900                  |
| 2.5 D         | SOFIM      | 8140.67     | 2500       | 62 (85) / 4200                  | 164 / 2400                  |
| 2.5 TDI       | SOFIM      | 8140.47     | 2500       | 85 (116) / 3800                 | 245 / 2000                  |
| 2.5 TD Kat.   | SOFIM      | 8140.47R    | 2500       | 80 (110) / 3800                 | 256 / 2000                  |
| 2.8 D         | SOFIM      | 8140.67     | 2800       | 64 (87) / 3800                  | 180 / 2000                  |
| 2.8 i.d. TD   | SOFIM      | 8140.43     | 2800       | 90 (122) / 3600                 | 285 / 1800                  |
| 2.8 JTD       | SOFIM      | 8140.43S    | 2800       | 94 (128) / 3600                 | 300 / 1800                  |

Boxer I (2002–2006)
| Модель        | Виробник   | Код двигуна | Об'єм см³  | Потужність кВт (к.с.) при об/хв | Крутний момент Нм при об/хв |
| Бензиновий    | Бензиновий | Бензиновий  | Бензиновий | Бензиновий                      | Бензиновий                  |
| ------------- | ---------- | ----------- | ---------- | ------------------------------- | --------------------------- |
| 2.0 i.e. Kat. | PSA        | RFL         | 1998       | 81 (110) / 5700                 | 168 / 3700                  |
| Дизельні      |            |             |            |                                 |                             |
| 2.0 JTD       | PSA        | RHV         | 1997       | 62 (84) / 4000                  | 192 / 1900                  |
| 2.3 JTD 16V   | SOFIM      | F1AE0481C   | 2286       | 81 (110) / 3600                 | 270 / 1800                  |
| 2.8 JTD       | SOFIM      | 8140.43S    | 2800       | 94 (128) / 3600                 | 300 / 1800                  |
| 2.8 JTD POWER | SOFIM      | 8140.43N    | 2800       | 107 (146) / 3600                | 310 / 1500                  |

### Розміри фургонів
| Модель | Колісна база [мм] | Зовнішня довжина [мм] | Довжина завантаження [мм] | Зовнішня висота [мм] | Висота вантажного відсіку [мм] | Зовнішня ширина [мм] | Ширина вантажного відсіку [мм]   | Ширина x Висота бічних дверей [мм] | Ширина x Висота задніх дверей [мм] |
| ------ | ----------------- | --------------------- | ------------------------- | -------------------- | ------------------------------ | -------------------- | -------------------------------- | ---------------------------------- | ---------------------------------- |
| L1H1   | 2850              | 4749                  | 2510                      | 2150                 | 1562                           | 2024                 | 1808 (1388 між колісними арками) | 1090 x 1449                        | 1562 x 1441                        |
| L1H2   | 2850              | 4749                  | 2510                      | 2470                 | 1881                           | 2024                 | 1808 (1388 між колісними арками) | 1090 x 1449                        | 1562 x 1760                        |
| L2H1   | 3200              | 5099                  | 2860                      | 2150                 | 1562                           | 2024                 | 1808 (1388 між колісними арками) | 1265 x 1449                        | 1562 x 1441                        |
| L2H2   | 3200              | 5099                  | 2860                      | 2470                 | 1881                           | 2024                 | 1808 (1388 між колісними арками) | 1265 x 1769                        | 1562 x 1760                        |
| L2H3   | 3200              | 5099                  | 2860                      | 2725                 | 2115                           | 2024                 | 1808 (1388 між колісними арками) | 1265 x 1769                        | 1562 x 2016                        |
| L3H2   | 3700              | 5599                  | 3360                      | 2470                 | 1881                           | 2024                 | 1808 (1388 між колісними арками) | 1265 x 1769                        | 1562 x 1760                        |
| L3H4   | 3700              | 5599                  | 3360                      | 2860                 | 2280                           | 2024                 | 1808 (1388 між колісними арками) | 1265 x 1769                        | 1562 x 1760                        |

## Друге покоління (2006-наш час)

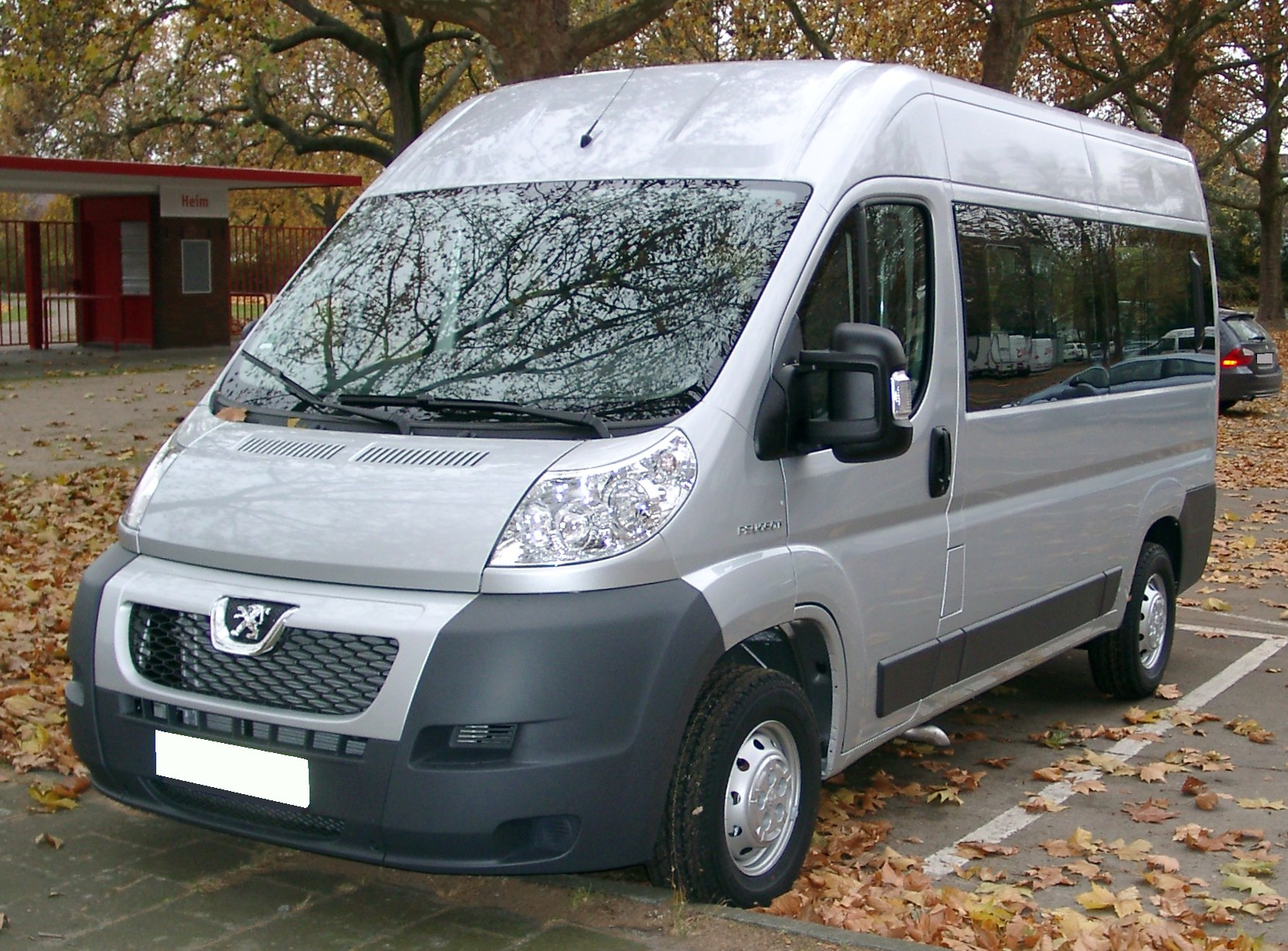
мікроавтобус Peugeot Boxer 2 Тип 250 (2006–2014)

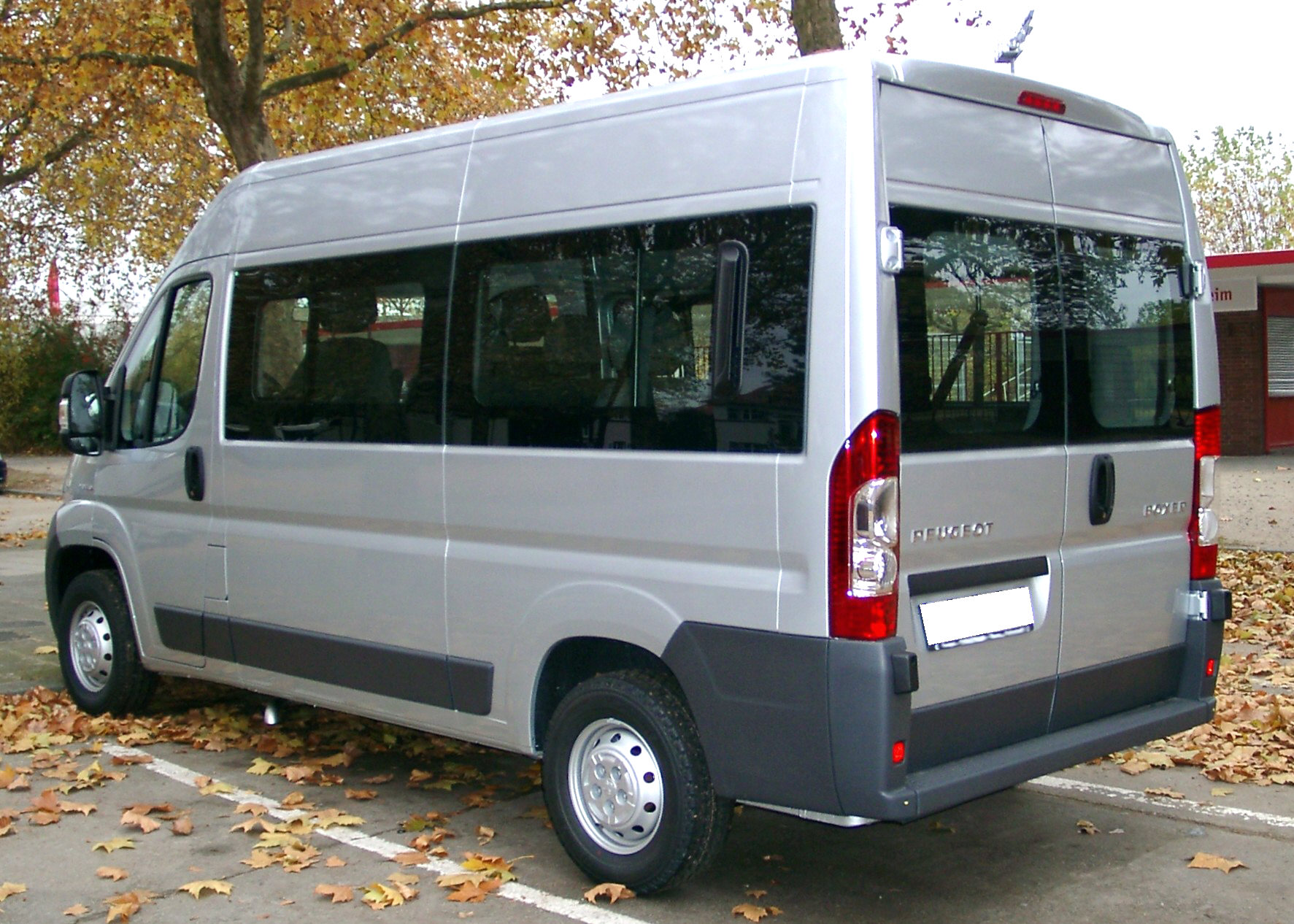
мікроавтобус Peugeot Boxer 2 Тип 250 (2006–2014)

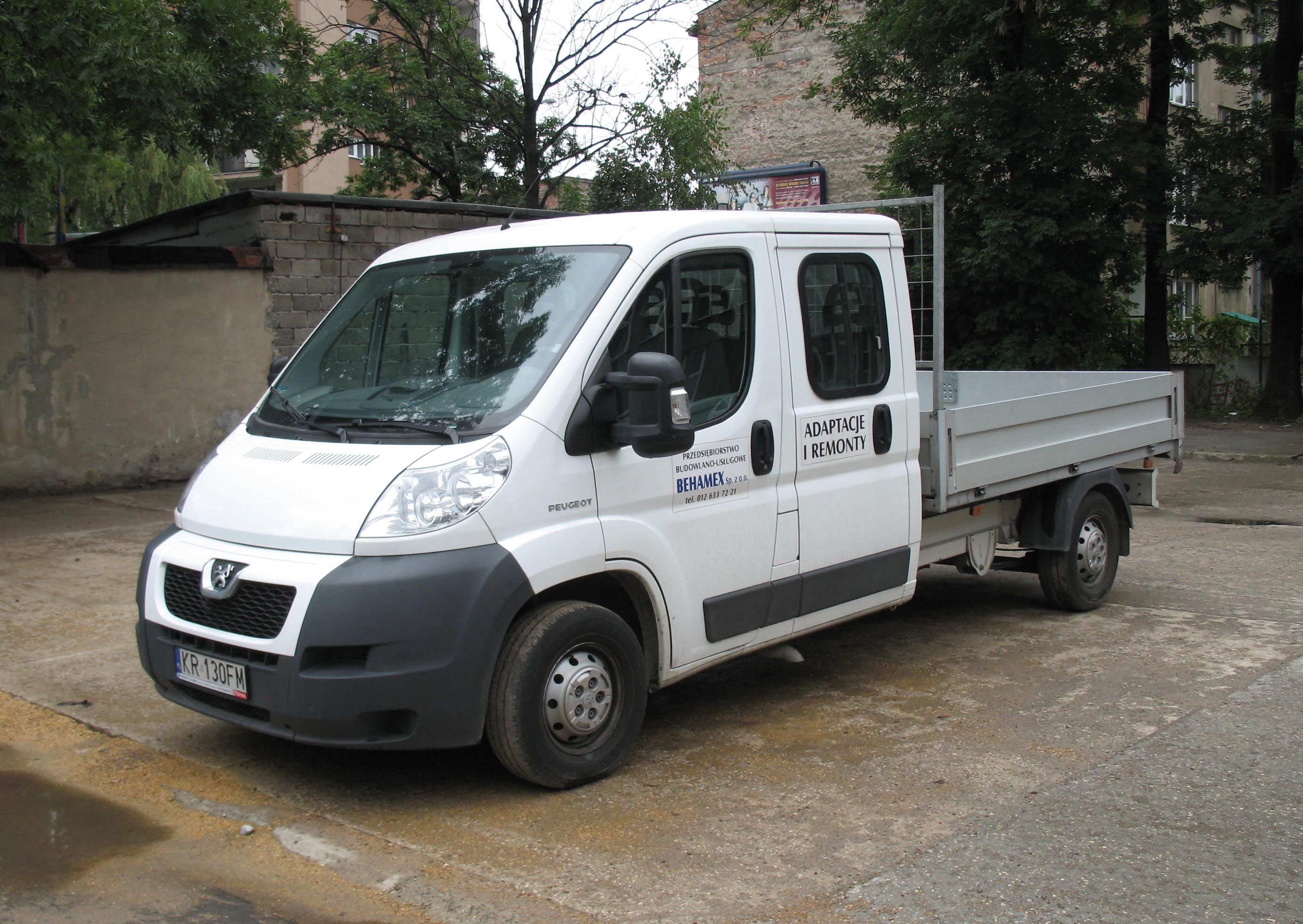
вантажівка Peugeot Boxer 2 Тип 250 (2006–2014)

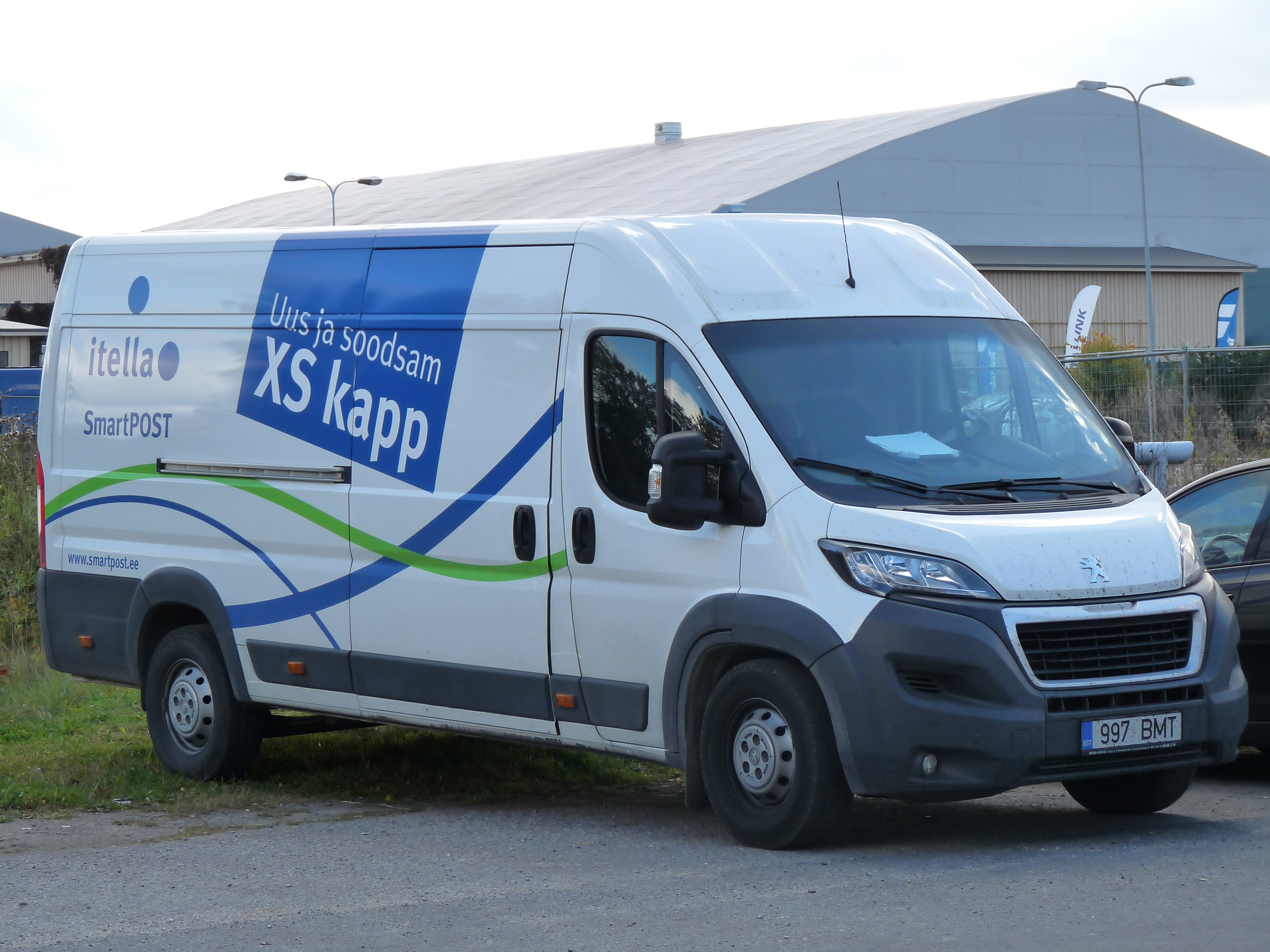
Peugeot Boxer 2 Тип 290 (з 2014)

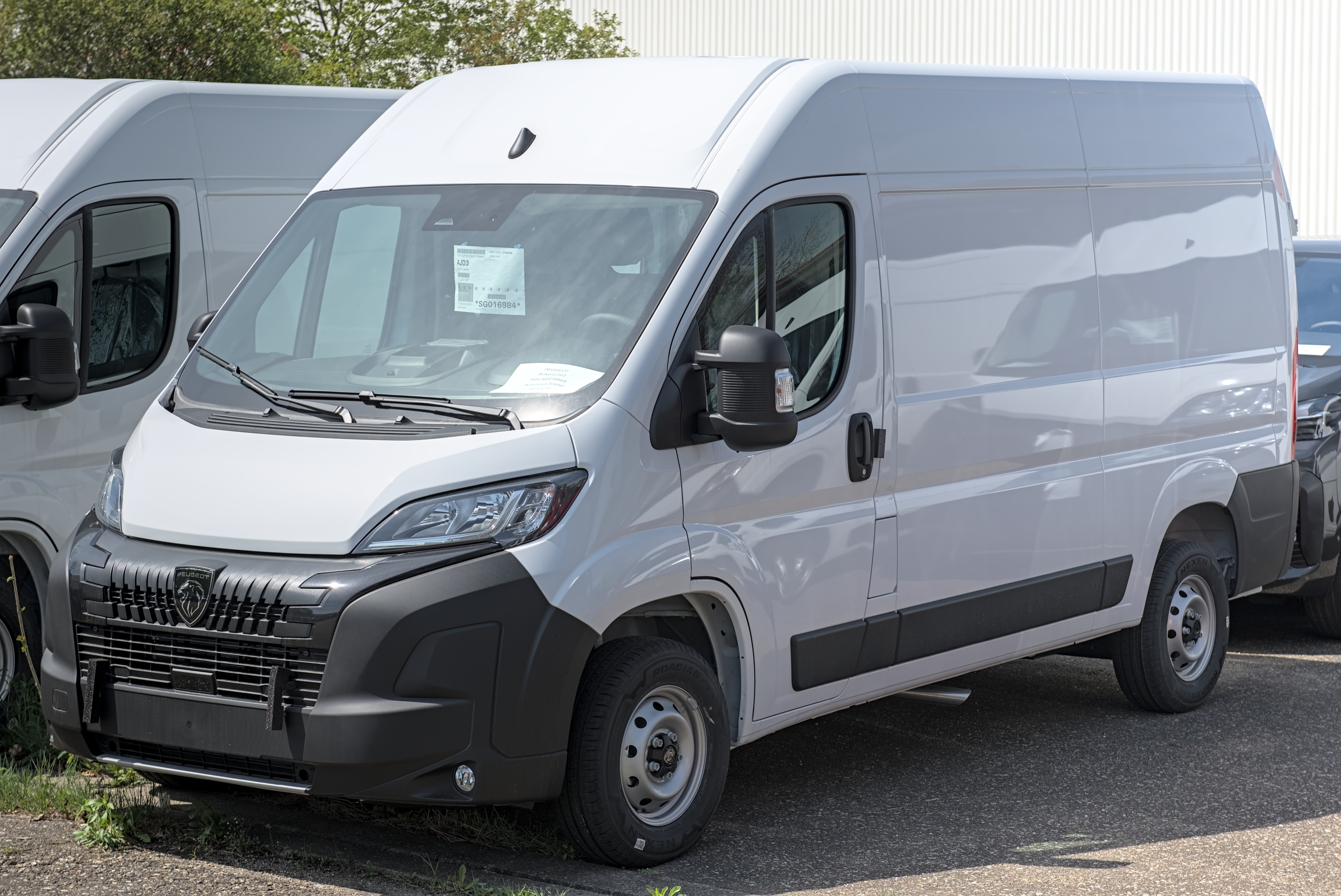
Peugeot Boxer 2 (з 2024)

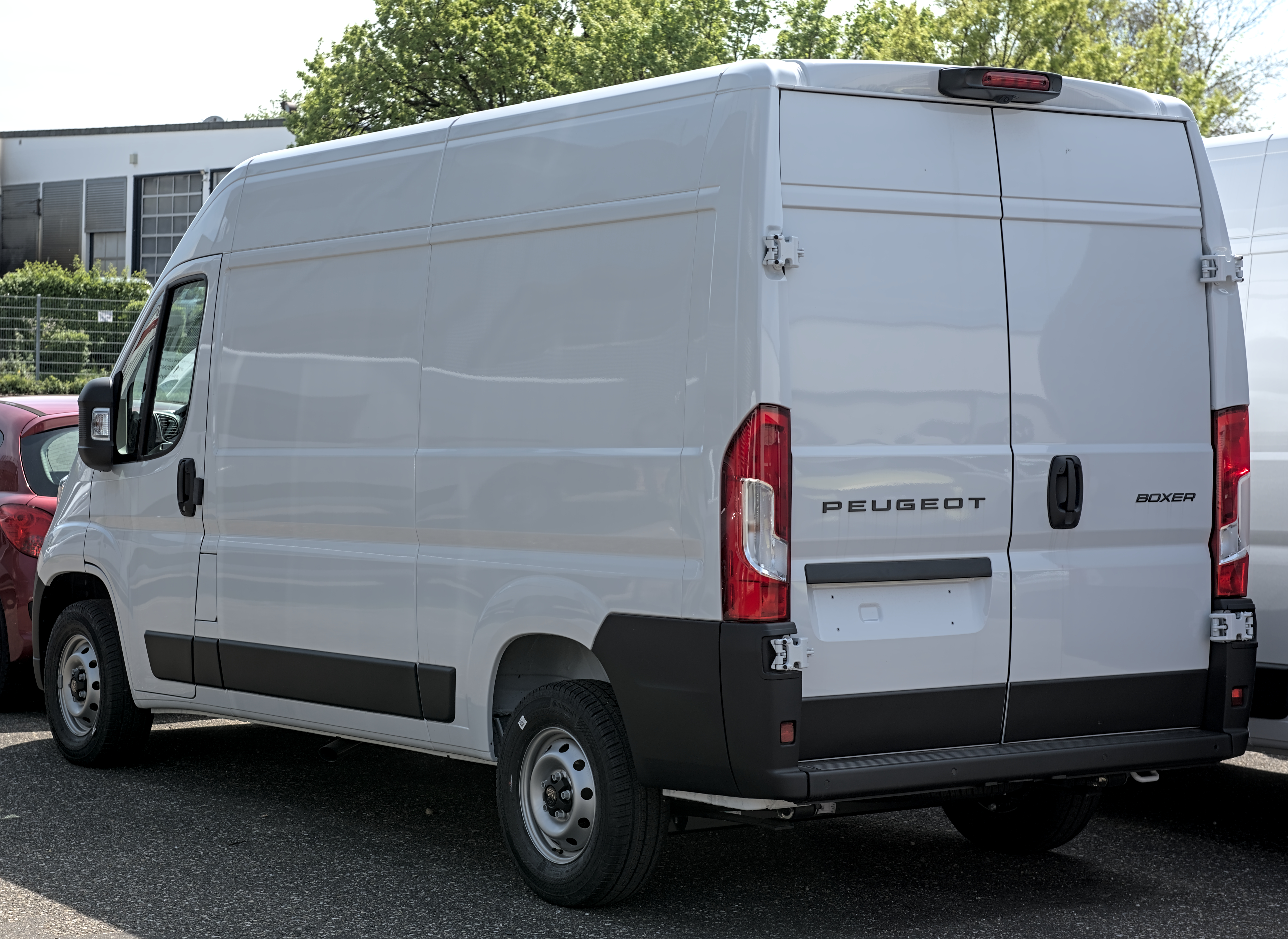
Peugeot Boxer 2 (з 2024)

Друге покоління фургона Peugeot Boxer представлено в 2006 році/ Автомобіль отримав заводське позначення Тип 250. Випускається під трьома марками: Peugeot Boxer, Citroën Jumper і Fiat Ducato. Заводи розташовані в Італії в місті Атесса, в Франції, в місті Валансьєн, і в Росії в селищі Росви Калузької області.
Останні оновлення мікроавтобуса Пежо Боксер були проведені в 2014 році. Автомобіль отримав заводське позначення Тип 290/295, нову передню частину та оснащення. Мікроавтобус він як і раніше залишається гідним конкурентом для інших моделей у своєму секторі. Завдяки останнім змінам в дизайні решітки радіатора і фар, Boxer став виглядати привабливіше. Дизайнери постаралися також привернути увагу до інтер'єру, використавши в оздобленні більш якісні матеріали і додавши більше обладнання. Також, був оновлений двигун і проведено ряд змін, що сприяють підвищенню довговічності мікроавтобуса. Передня частина кузова по дизайну істотно відрізняється від схожих мікроавтобусів Citroen Relay та Fiat Ducato, і візуально нагадує легковий автомобіль.
Восени 2016 року автомобілі почали оснащуватись двигунами, що відповідають вимогам Євро-6.

### Двигуни
- Дизельні

| Модель          | Код двигуна     | Об'єм см³ | Циліндри | Клапани | Потужність кВт (к.с.) при об/хв | Крутний момент при Нм об/хв | Роки виробництва |
| --------------- | --------------- | --------- | -------- | ------- | ------------------------------- | --------------------------- | ---------------- |
| 2.2 HDi 100     | PSA 4HV         | 2198      | Р4       | DOHC/16 | 74 (101)/2900                   | 250/1500                    | з 2006           |
| 2.2 HDi 110 FAP |                 | 2198      | Р4       | DOHC/16 | 81 (110)/3500                   | 250/1750                    | з 2010           |
| 2.2 HDi 120     | PSA 4HU         | 2198      | Р4       | DOHC/16 | 88 (120)/3500                   | 320/2000                    | з 2006           |
| 2.2 HDi 130 FAP |                 | 2198      | Р4       | DOHC/16 | 96 (130)/3500                   | 320/2000                    | з 2010           |
| 2.2 HDi 150 FAP |                 | 2198      | Р4       | DOHC/16 | 110 (150)/3500                  | 320/1750                    | з 2010           |
| 3.0 HDi FAP     |                 | 2999      | Р4       | DOHC/16 | 107 (145)/3500                  | 400/1700                    | з 2010           |
| 3.0 HDi 155 FAP |                 | 2999      | Р4       | DOHC/16 | 115 (156)/3500                  | 400/1700                    | з 2010           |
| 3.0 HDi 160     | Iveco F1CE0481D | 2999      | Р4       | DOHC/16 | 116 (158)/3500                  | 400/1700                    | 2006–2010        |
| 3.0 HDi 180 FAP |                 | 2999      | Р4       | DOHC/16 | 130 (177)/3500                  | 400/1400                    | з 2010           |

### Розміри фургонів
- 4 варіанти повної маси (3,0 т, 3,3 т, 3,5 т, 4,0 т) і вантажопідйомністю від 1090 кг до 1995 кг.
- 3 варіанти колісної бази (3000/3450/4035 мм) і довжиною 4-фургонів (4963/5413/5998/6363 мм)
- 6 варіанти внутрішнього об'єму (8/10/11,5/13/15/17 м³)
- 3 варіанти внутрішньої висоти (1662/1932/2172 мм).

| Модель | Колісна база [мм] | Зовнішня довжина [мм] | Довжина завантаження [мм] | Зовнішня висота [мм] | Висота вантажного відсіку [мм] | Зовнішня ширина [мм] | Ширина вантажного відсіку [мм]   | Ширина x Висота бічних дверей [мм] | Ширина x Висота задніх дверей [мм] |
| ------ | ----------------- | --------------------- | ------------------------- | -------------------- | ------------------------------ | -------------------- | -------------------------------- | ---------------------------------- | ---------------------------------- |
| L1H1   | 3000              | 4963                  | 2670                      | 2254                 | 1662                           | 2050                 | 1870 (1422 між колісними арками) | 1075 x 1485                        | 1562 x 1520                        |
| L2H1   | 3450              | 5413                  | 3120                      | 2254                 | 1662                           | 2050                 | 1870 (1422 між колісними арками) | 1250 x 1485                        | 1562 x 1520                        |
| L2H2   | 3450              | 5413                  | 3120                      | 2524                 | 1932                           | 2050                 | 1870 (1422 між колісними арками) | 1250 x 1755                        | 1562 x 1790                        |
| L3H2   | 4035              | 5998                  | 3705                      | 2524                 | 1932                           | 2050                 | 1870 (1422 між колісними арками) | 1250 x 1755                        | 1562 x 1790                        |
| L3H3   | 4035              | 5998                  | 3705                      | 2764                 | 2172                           | 2050                 | 1870 (1422 між колісними арками) | 1250 x 1755                        | 1562 x 2030                        |
| L4H2   | 4035              | 6363                  | 4070                      | 2524                 | 1932                           | 2050                 | 1870 (1422 між колісними арками) | 1250 x 1755                        | 1562 x 1790                        |
| L4H3   | 4035              | 6363                  | 4070                      | 2764                 | 2172                           | 2050                 | 1870 (1422 між колісними арками) | 1250 x 1755                        | 1562 x 2030                        |

### Електрична версія e-Boxer
У серпні 2020 року виробник презентував  повністю електричний комерційний фургон Peugeot e-Boxer.
Peugeot e-Boxer отримав електромотор потужністю 90 кВт (122 к.с.) з максимальним обертовим моментом 260 Нм, який дозволяє фургону розганятися до максимальної швидкості у 110 км/год (максимум 90 км/год для 4-тонних версій).